# زان
الزَّان جنس من الأشجار يتبع الفصيلة الزانية التي تشتمل أيضاً على أنواع البلوط المختلفة. يستعمل خشبه القاس لصناعة الأثاث الفاخر. تُسمَّى ثمرة أنواعه: زَانة.

## الأنواع
| صورة | النوع                | توزيع |
| ---- | -------------------- | --- |
|      | زان أوربي            | جنوب السويد إلى شمال صقلية ، وغربًا إلى فرنسا وجنوب إنجلترا وشمال البرتغال ووسط إسبانيا ومن الشرق إلى شمال غرب تركيا |
|      | زان صيني ‏            | سِشْوَان، الصين. |
|      | زان قرني ‏            | اليابان |
|      | Fagus engleriana     | الصين |
|      | زان أمريكي           | شرق الولايات المتحدة                                                                                                |
|      | زان هياتي ‏           | تايوان |
|      | زان ياباني           | اليابان |
|      | Fagus longipetiolata | شرق الصين وفيتنام                                                                                                   |
|      | Fagus lucida         | شرق الصين |
|      | زان شرقي ‏            | أوراسيا ، في أوروبا الشرقية وغرب آسيا.                                                                              |
|      |                      | |

## المتطلبات البيئية
يعيش هذا النوع من الأشجار في المناطق المعتدلة في أوروبا وآسيا مناطق أخرى من العالم، وهو نادر في الوطن العربي. رغم أن أشجار الزان (بالإنجليزية: beech)‏ موجودة في عدة أماكن متفرقة في العالم إلا أنها لا تكون في صورة غابات شاسعة إلا في الأماكن التي تكون فيها التربة من الجير أو الحجر الجيري.
تزرع في بريطانيا تحت نظام خاص لإدارة الغابات يعرف بالنظام الانتخابي (بالإنجليزية: Selective System)‏ ، والغابات لا تقتطع أشجارها كلها مرة واحدة وإنما يؤخذ من الغابة عدد من الأشجار من مختلف الأحجام على فترات. ويعوض النقص عن طريق النمو الطبيعي أو الزراعة الذاتية.
تؤلف أشجار الزان غابات من أجمل ما يوجد للسير فيها. وأوراقها كثيفة بحيث لا ينفذ من الضوء إلى الأرض إلا القليل، لذلك يندر وجود نمو كثيف تحتها، وفي الربيع تكون الأوراق ذات لون أخضر باهت جميل يزداد قتامة كلما تقدم الصيف، وفي الخريف يتحول لونها إلى أحمر مائل إلى السمرة قبل سقوطها مما يجعل الغابة في هذا الفصل من أجمل الغابات في العالم على الإطلاق، وهذا ما يجعلها تزرع للزينة في الحدائق أو على جانبي الطرق.
ومن سلالات الزان الشائع الزان النحاسي (بالإنجليزية: Copper Beech)‏ وهو الأكثر شيوعاً وأوراقه ذات لونٍ أحمرٍ بنيٍٍ داكنٍ.

## وصف الشجرة
شجرة الزان شجرة بديعة يزداد نموها ضخامة كلما كبرت بالعمر. قلفها (لحاؤها) رمادي اللون أملس ويظل أملساً مهما بلغت الشجرة من العمر لذلك تتشوه أكثر من أية شجرةٍ أخرى عند الحفر عليها، وتبلغ أشجار الزان ارتفاعاً يصل حوالي الثلاثين متراً خلال مئة سنة، وتستمر في النمو العرضي (زيادة القطر) مدةً طويلةً بعد ذلك.

## وصف الأوراق
الأوراق بيضوية الشكل (تشبه البيضة) وغير مسننة الحواف، وتظهر الأوراق في شهر نيسان / أبريل وتكون في بداية الأمر ذات لون أخضر باهت مغطاةً من أسفلها بلون أبيض فضي يحميها من الصقيع المبكر، وفي الشتاء تغلف براعم الأوراق المدببة بحراشف داكنة.

## وصف الثمرة
تكون ثمرة الزان على شكل بندقة (بالإنجليزية: Nut)‏ ذات لون بني لامع ويطلق عليها عادة اسم Mast وتكون الثمار محمولة في أزواج يحيط بها غلاف سميك يغطى من الخارج بأشواك صلبة وتأكلها بعض الحيوانات.

## وصف الأزهار
تخرج الأزهار متأخرة قليلا عن الأوراق، والأزهار المذكرة منفصلة عن المؤنثة وكلا النوعين محمول في نوارات (بالإنجليزية: Catkins)‏ وتتدلى الأزهار المذكرة من حوامل طويلة بينما تكون النوارات المؤنثة قائمة ذات أعناق طويلة.

## فوائد الزان

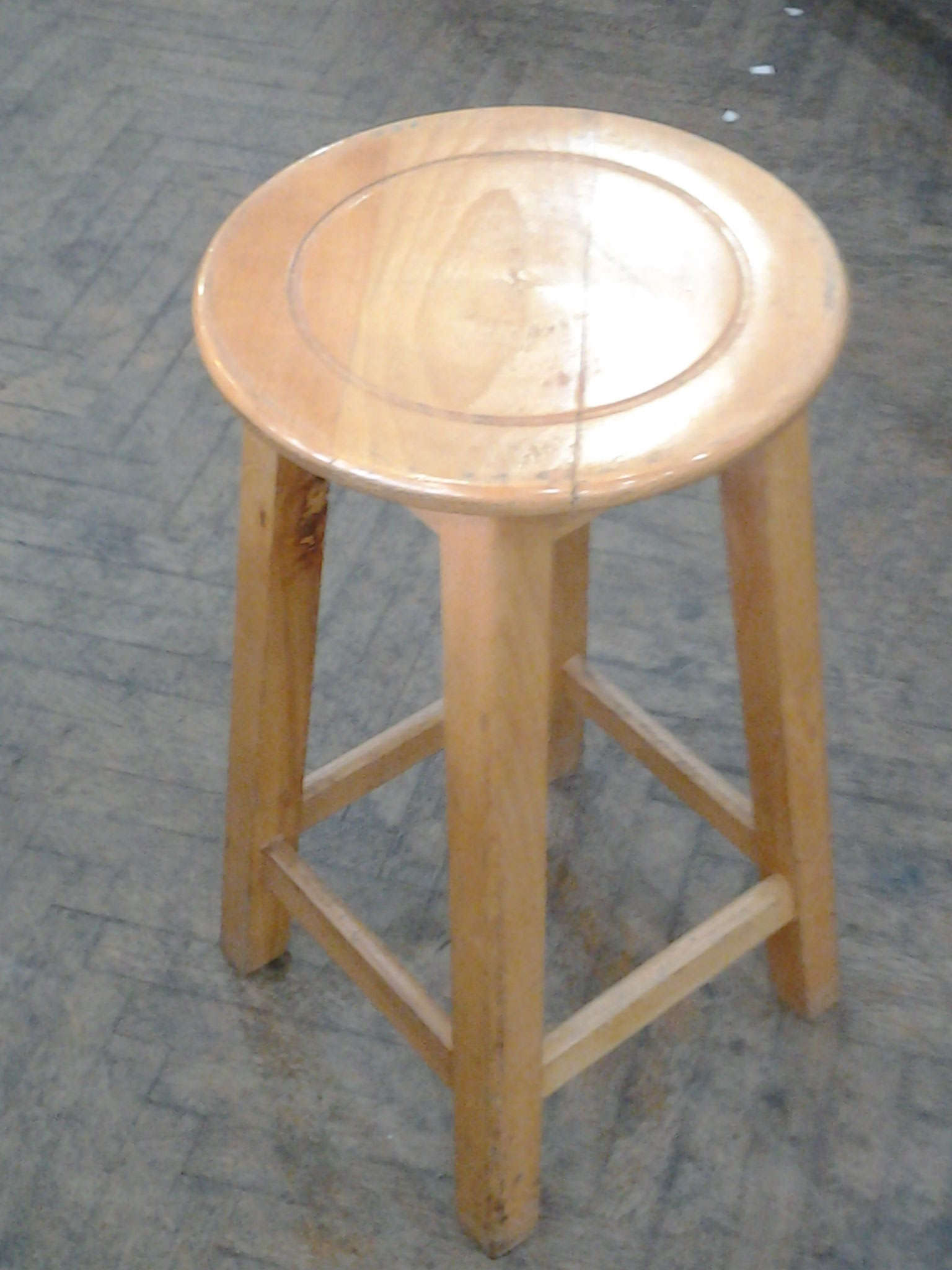
مقعد بدون ظهر من الخشب الزان.

خشب الزان مفيد جداً ولونه بني فاتح ونسيجه متجانس في كل الاتجاهات مما يجعله مناسبا بشكل خاص لصنع الأشياء الصغيرة المتقنة مثل كعوب البنادق والأحذية وألواح الخبز ويستعمل في صناعة الأثاث.

## غابات الزان في أوروبا
توجد في أواسط أوروبا غابات كبيرة من الزان، تنمو ابتداءً من 350 م فوق سطح البحر إلى 1600-2000 م في الجبال، وكلما إتجهت جنوباً نمت الأشجار على ارتفاعات أكبر والأشجار تنمو في الشمال في الأراضي الواطئة، أما في بريطانيا فإنها لا تمتد كثيرا في شمالها، وأقدم وأحسن غابات الزان موجودة في شرق جبال الألب وفي القوقاز وغرب آسيا.

## خشب الزان
توجد أنواع عديدة منها: الزان التركي، الزان الأمريكي، الزان الروسي والزان الروماني المعد من أفضل الأنواع المعروفة حتى الآن، خاصةً إذا كان المجفف ذو التكلفة الغالية. يعتبر الزان التركي أسوا الأنواع المعروفة لذلك فهو رخيص الثمن. يستخدم خشب الزان في مجال صناعة الأثاث المحفور والأبواب والمكاتب بأشكالها.